# Fekete málinkó
A fekete málinkó (Oriolus hosii) a madarak (Aves) osztályának a verébalakúak (Passeriformes) rendjébe, ezen belül a sárgarigófélék (Oriolidae) családjába tartozó faj.

## Előfordulása
Malajzia területén honos. 900-2000 méter magasban lévő erdők lakója.